# Яковлев, Алексей Антонович
Алексей Антонович Яковлев (род. 4 июня 1995, Новосибирск) — российский хоккеист, нападающий.

## Биография
Воспитанник новосибирской «Сибири». В сезонах 2012/13 — 2015/16 играл за команду МХЛ «Сибирские снайперы». Бронзовый призер чемпионата МХЛ (2016). 1 марта 2014 года дебютировал в КХЛ в составе «Сибири» в гостевой игре против «Адмирала» (1:3), проведя единственный матч в лиге в сезоне. С сезоне 2014/15 стал также выступать за «Ермак» Ангарск в ВХЛ. Следующий матч в КХЛ провёл 15 ноября 2015 года. Первый полноценный сезон за «Сибирь» — 2018/19. Подписывал двухлетние контракты с клубом в 2019, 2021, 2023 годах.